# Konstantinos Stefanopoulos (Politiker)

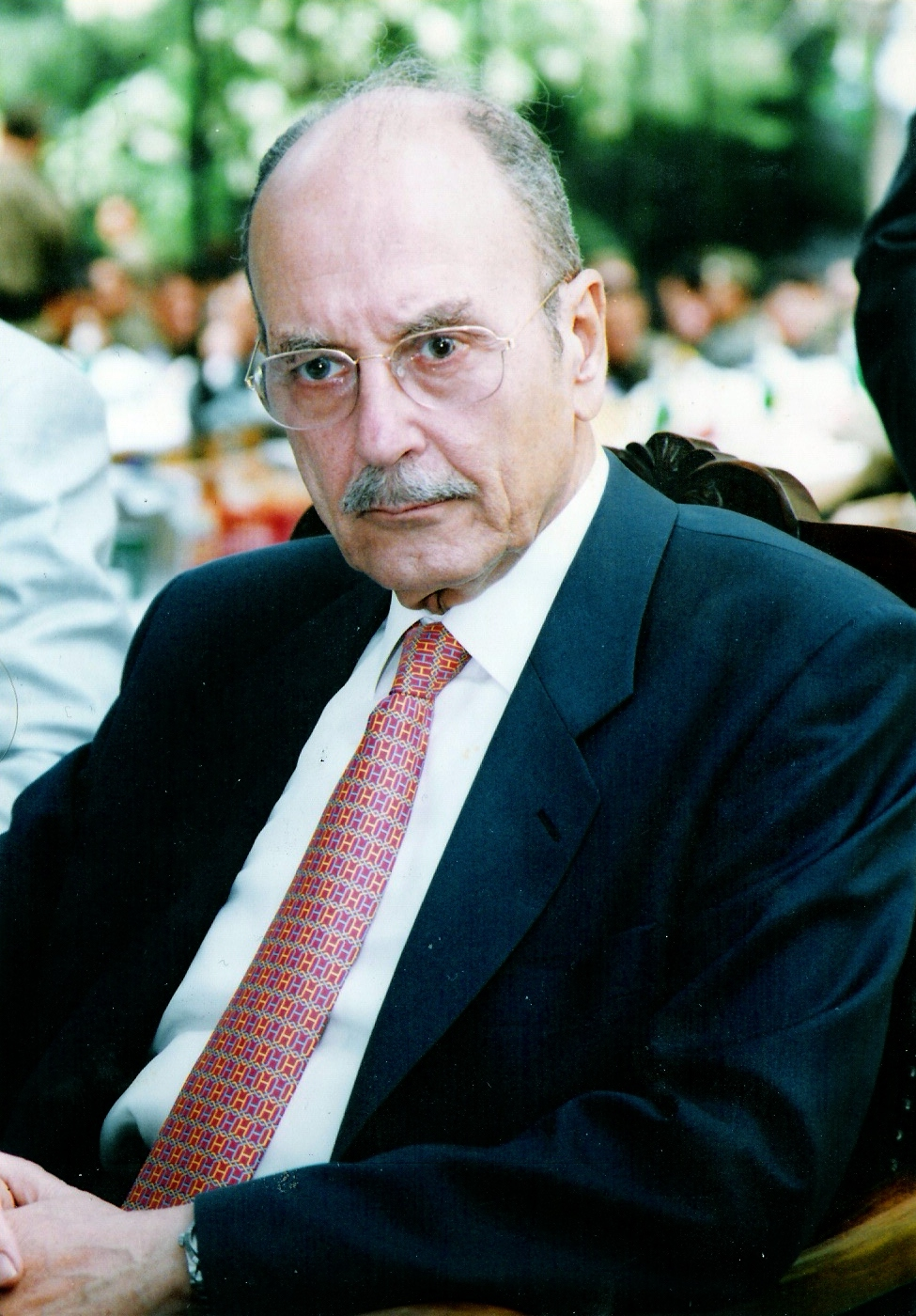
Kostis Stefanopoulos (April 2000)

Konstantinos Stefanopoulos (griechisch Κωνσταντίνος Στεφανόπουλος, * 15. August 1926 in Patras; † 20. November 2016 in Athen, eigentlich Konstantinos Dimitriou Stefanopoulos; bekannt als Costis bzw. Kostis Stefanopoulos) war ein griechischer Politiker. Er war von 1995 bis 2005 Präsident von Griechenland.

## Biografie
Konstantinos Stefanopoulos ist der Sohn eines Rechtsanwalts, Abgeordneten und Ministers. Er studierte Rechtswissenschaften an der Universität Athen und praktizierte von 1954 bis 1974 als Rechtsanwalt in Patras.
Stefanopoulos war seit 1959 bis zu deren Tod 1988 mit Eugenia „Jenny“ Stounopoulou verheiratet. Er hatte drei Kinder und sechs Enkel.

## Politische Laufbahn
Er kandidierte bereits bei den Parlamentswahlen 1958, 1961 und 1963 erfolglos für die konservative Ethniki Rizospastiki Enosis (Nationalradikale Union, ERE). Bei den Parlamentswahlen 1964 wurde er erstmals als Abgeordneter in das Parlament gewählt.
Während der griechischen Militärdiktatur 1967 bis 1974 enthielt er sich jeder politischen Tätigkeit und widmete sich ausschließlich seinem Beruf. 1974 trat er in die von Konstantinos Karamanlis neu gegründete Partei Nea Dimokratia (ND) ein und wurde in deren Zentralkomitee gewählt. Er war parlamentarischer Sprecher der Partei und kandidierte 1981 und 1984 zwei Mal für den Parteivorsitz.
Bei den Parlamentswahlen 1974, 1977, 1981 und 1985 wurde er als Abgeordneter der Nea Dimokratia von Achaia wiedergewählt. Als Abgeordneter der DIANA für den Wahlkreis Athen I zog er nach der Parlamentswahl im Juni 1989 ins Parlament ein.
Stefanopoulos war 1974 Staatssekretär für Handel, im Kabinett Karamanlis VI 1974 bis 1976 Innenminister und von 1976 bis 1977 Sozialminister und 1977 bis 1980 im Kabinett Karamanlis VII  und im Folgekabinett Rallis bis 1981 Minister beim Staatspräsidenten.
Nach Differenzen mit dem Parteivorsitzenden Konstantinos Mitsotakis trat er im August 1985 aus der ND aus und gründete gemeinsam mit neun anderen Abtrünnigen die Demokratische Erneuerung (DIANA). Für diese zog er 1989 in die griechische Volksvertretung ein. Er war Vorsitzender der DIANA, bis diese Partei bei den Wahlen zum Europäischen Parlament im Jahr 1994 verlor und sich auflöste.

## Staatspräsident
Am 8. März 1995 wurde Stefanopoulos vom Parlament zum Präsidenten der Republik gewählt. Er war von der Partei Politiki Anixi nominiert und von der PASOK (Panhellenische Sozialistische Bewegung) unterstützt worden. Er gewann die Wahl im dritten Wahlgang mit 181 Stimmen. Im Februar 2000 wurde er mit Unterstützung der beiden großen politischen Parteien im ersten Wahlgang mit 269 von 298 Stimmen wiedergewählt.
Am 8. März 2004 beauftragte er nach dem Wahlsieg der griechischen Nea Dimokratia deren Spitzenkandidaten Kostas Karamanlis mit der Bildung einer neuen Regierung. Ein Höhepunkt seiner politischen Karriere war die Eröffnung der Olympischen Spiele im Sommer 2004 als erstes griechisches Staatsoberhaupt nach über 100 Jahren.
Sein Nachfolger wurde Karolos Papoulias.

## Ehrungen
- 2002: Collane des Päpstlichen Piusordens[6]